# Mammut raki
Mammut raki es una especie extinta del género Mammut ('mastodontes') que vivió en Norteamérica durante el Plioceno, viviendo entre 4.9 — 1.8 millones de años.
La evidencia fósil de esta especie fue descubierta por primera vez en Nuevo México, "de los lechos que tienen dientes del Equus del Pleistoceno y otros lugares". El nombre fue considerado alguna vez como un sinónimo subjetivo de Mammut americanum, antes de ser situado tentativamente bajo este nombre. La especie más tardía, el mastodonte americano, es registrado en solo cuatro lechos, datados del Pleistoceno superior, en Nuevo México. Otros Mammut son encontrados raramente en el período Blancano, y solo en lechos fósiles de regiones más al norte, mientras que Mammut raki es el primer ejemplo del género que ha sido descubierto en la región.
La especie fue descrita en principio por Childs Frick en 1933 como Mastodon raki, asignándola al género Mastodon (Cuvier). La localidad tipo fue indicada originalmente como "Hot Springs, Nuevo México". El epíteto de la especie conmemora al coleccionista Joseph Rak, quien proveyó el espécimen al Museo Americano de Historia Natural. Esta mandíbula es conservada en la colección del museo (AMNH) como F:AM2335; el prefijo la designa como parte de la colección de Frick.
El nombre fue recombinado como Mammut raki por Tedford en 1981, ya que el nombre de género Mammut tiene prioridad sobre la descripción tardía de Cuvier. En 1999 los autores Lucas y Morgan descubrieron que el espécimen tipo había sido obtenido por Rak en un sitio siete millas al norte de Hot Springs, más tarde denominado Truth or Consequences, al oeste de Elephant Butte Reservoir en la Formación Palomos. Lucas y Morgan redescribieron al espécimen F:AM2335, proveyendo fotografías y una ilustración, y atribuyeron una procedencia a este holotipo. Las características distintivas de los dientes presentes en la mandíbula fueron determinadas como similares a las de la descripción de Pliomastodon y apoyan su actual asignación como una especie temprana de Mammut.
La fauna de mamíferos hallada junto a Mammut raki incluye a Equus simplicidens y Gigantocamelus. La edad del holotipo fue inferida de la morfología de la mandíbula y dientes, y por la biocronología de los mamíferos cercanos asociados.